# Olesicampe fossata
Olesicampe fossata là một loài tò vò trong họ Ichneumonidae.